# Type 38 (fuzil)
O Type 38 (三八式歩兵銃, sanhachi-shiki hoheijū) é um fuzil de ação por ferrolho que foi usado pelo Império do Japão predominantemente durante a Segunda Guerra Sino-Japonesa e Segunda Guerra Mundial. O projeto foi adotado pelo Exército Imperial Japonês em 1905 (o 38º ano da era Meiji, daí "Type 38"). Devido à falta de força de seu cartucho 6,5×50mm Arisaka, foi parcialmente substituído durante a guerra pelo fuzil Type 99, mas ambos os fuzis foram usados até o final da guerra.

## História e desenvolvimento
O Exército Imperial Japonês introduziu o fuzil Type 30 em 1897. No entanto, a arma apresentava inúmeras deficiências, que foram destacadas pela experiência de combate nos estágios iniciais da Guerra Russo-Japonesa. Isso incluía cartuchos estourados, fechadura mal projetada na qual o excesso de pólvora tendia a se acumular, queimando o rosto do operador, falhas de ignição frequentes, emperramento, dificuldade de limpeza e extração de cartuchos. O Major Kijirō Nambu empreendeu um redesenho do Type 30, que foi introduzido em 1906. Nambu reduziu o número de peças que compõem o ferrolho do Type 30 de nove para seis e ao mesmo tempo simplificou a fabricação e desmontagem do ferrolho sem a necessidade de ferramentas. Uma cobertura contra poeira foi adicionada por causa das experiências na Guerra Russo-Japonesa que deixaram os fuzis inoperantes devido à poeira. A arma foi produzida em vários locais:
- Arsenal de Tóquio de 1906 a 1932; 2.029.000 unidades (est.)[13]
- Arsenal de Kokura de 1933 a 1941: 494.700 unidades (est.)[13]
- Arsenal de Nagoya de 1932 a 1942: 312.500 unidades (est.)[13]
- Arsenal de Jinsen (no que hoje é Incheon) de 1942 a 1942: 13.400 unidades (est.)[13]
- Arsenal de Hoten (era chamado de Arsenal de Mukden antes de os japoneses o assumirem.[14] No que hoje é Cheniangue)  de 1937 a 1944: 148.800 unidades (est.)[13]

Em 1939, o fuzil Type 38 fabricado por esses arsenais custava 75,9 ienes por unidade. Em 1940, mais de três milhões de Type 38 foram emitidos para o Exército Imperial Japonês. No entanto, a preocupação de que o cartucho 6,5×50mmSR Arisaka não se comparasse favoravelmente à munição usada pelas outras grandes potências na guerra levou à introdução de uma nova geração de fuzis em 1939, durante a Segunda Guerra Sino-Japonesa. Designado como fuzil Type 99, este novo fuzil usava o cartucho 7,7×58mm Arisaka mais poderoso, já em uso com a metralhadora pesada Type 92 e a metralhadora leve Type 97. Porém, nem todas as unidades receberam a nova arma, e a mistura de tipos com cartuchos incompatíveis gerou consideráveis problemas logísticos durante a Segunda Guerra Mundial.

## Variantes
O fuzil Type 38 usava o cartucho 6,5×50mm Arisaka. Este cartucho produz pouco recuo quando disparado. No entanto, embora estivesse no mesmo nível dos cartuchos militares noruegueses e italianos de 6,5 mm da época, o 6,5×50 mm não era tão poderoso quanto vários outros em uso por outras nações. O Type 38 com 128 cm era o fuzil mais longo da guerra, devido à ênfase no treinamento de baioneta para o soldado japonês da época, cuja altura média era de 160 centímetros. O fuzil ficava ainda mais longo quando a baioneta Type 30 de 40 cm era fixada. O Type 38 era bastante pesado, com cerca de 4,25 kg.
A inspeção pós-guerra do Type 38 pelas forças armadas dos EUA e pela Associação Nacional de Rifles descobriu que o receptor do Type 38 era o de ação por ferrolho mais forte de qualquer nação e capaz de lidar com cartuchos mais poderosos.

### Mosquetão Type 38
No final da década de 1930 até o início da década de 1940, um número desconhecido de fuzis Type 38 foram convertidos em mosquetões no Arsenal de Nagoya, que fez todas as reconstruções de fuzis e carabinas Type 38 e Type 44. Os canos foram encurtados para 635 mm do cano padrão de 794 mm e a coronha encurtada para combinar com o cano, enquanto o guarda-mão manteve seu comprimento original. O resultado é um Type 38 que é semelhante em tamanho ao mosquetão Arisaka Type 99. Não há consistência nos números de série ou marcas do arsenal, pois os fuzis foram convertidos do estoque existente. Embora a produção total seja desconhecida, estima-se que aproximadamente 100.000 foram convertidos.

### Carabina Type 38
Destinada ao uso por cavalaria, engenheiros e outras funções onde um fuzil de tamanho normal seria um obstáculo, a carabina Type 38 foi introduzida em serviço ao mesmo tempo que o Type 38 padrão. Seu cano tinha 487 milímetros, comprimento total de 966 milímetros e peso de 3,3 quilos. A carabina não tinha baioneta e o custo em 1939 era de 67,9 ienes por unidade. Foi produzida em vários locais:
- Arsenal de Tóquio de 1906 a 1931; 209.500 unidades (est.)[4]
- Arsenal de Kokura de 1938 a 1941: 51.500 unidades (est.)[4]
- Arsenal de Nagoya de 1935 a 1942: 206.500 unidades (est.)[4]
- Arsenal de Hoten/Mukden de 1937 a 1944: 52.300 unidades (est.)[4]

### Carabina Type 44
Semelhante à carabina Type 38 da faixa do meio para trás. A carabina de cavalaria Type 44 é quase totalmente diferente da faixa do meio para a frente com uma baioneta dobrável, tampa do nariz de metal, gancho de empilhamento no lado esquerdo da tampa do nariz e protetores de mira dianteiros largos. Este modelo foi introduzido em 1911. Existem três variações desta carabina. Cada variação é baseada inteiramente no tamanho da tampa do nariz e no espaçamento dos parafusos da tampa do nariz. Eles têm um compartimento de armazenamento exclusivo na coronha para uma haste de limpeza. Esses recursos adicionais aumentaram o custo da carabina para 86,2 ienes por unidade em 1939. Foi produzido em três arsenais:
- Arsenal de Tóquio de 1912 a 1932; 56.900 unidades (est.)[22]
- Arsenal de Kokura de 1935 a 1941: 21.800 unidades (est.)[22]
- Arsenal de Nagoya de 1935 a 1942: 14.300 unidades (est.)[22]

### Fuzil de precisão Type 97
Assim como o Type 38 padrão, mas com uma mira telescópica com ampliação de 2,5x, o Type 97 foi introduzido em 1937. A mira telescópica foi deslocada para permitir o carregamento pelo clipe em tira e a alavanca do ferrolho ligeiramente dobrada para baixo. Cerca de 22.500 foram produzidos.

### Fuzil de infantaria chinês seis/cinco
Cópia chinesa do Type 38 japonês no Arsenal de Taiyuan no final da década de 1920 até o início da década de 1930 para o senhor da guerra da província de Xanxim, General Yan Xishan. O receptor é marcado como "fuzil seis-cinco" (六五步槍). Estima-se que tenha sido feito 108.000.

### Fuzil Type 918
Acredita-se que essas cópias dos fuzis Type 38 tenham sido fabricadas no Arsenal do Exército da Manchúria do Sul (também conhecido como Arsenal 918), mas muito pouco se sabe sobre elas. Fontes chinesas afirmam que esses fuzis foram feitos na China para o Japão, mas para quem não se sabe. Ele não ostenta o Crisântemo Imperial Japonês, mas em vez disso tem um símbolo de coração e abaixo dele escrito "Type 918" (九一八式). Também não se sabe se eles foram feitos antes ou logo após a rendição das forças japonesas. Ele tem uma baioneta dobrável semelhante ao Type 44 japonês. O 918 estampado no topo dos receptores representa a data de 18 de setembro de 1931; a data do Incidente de Mukden.

### Carabina Type 19 do norte da China
Uma mistura relativamente rudimentar do Type 38 e Type 99 que se acredita ter sido feita principalmente na cidade chinesa de Tientsin e pode ter sido destinada a tropas fantoches. O Type 19 está em 6,5 japonês, diferente de seu antecessor, a cópia da carabina Type 30 da China do Norte que é em 8 mm Mauser. Como o Type 30 da China do Norte, ele tem uma flor de cerejeira na culatra em vez do Crisântemo Imperial Japonês, e é marcado com "Type 19 da China do Norte" (北支一九式) acima da flor de cerejeira, diferente do Type 30 da China do Norte. O 19 pode significar o 19º ano da Era Showa ou 1944. A verdadeira designação militar é desconhecida. Acredita-se que aproximadamente 43.000 carabinas tenham sido produzidas.

### Fuzil siamês Type 66
Sião (Tailândia) encomendou 50.000 fuzis Type 38 em 1924 do Arsenal do Exército de Tóquio com câmara em seu cartucho 8x52r Type 66. O receptor é marcado com o Charkra siamês com "Type 66" (แบบ ๖๖) escrito abaixo dele. Não só o calibre foi alterado, mas as miras, baioneta e haste de limpeza são diferentes da versão japonesa. Quase todas as peças, incluindo parafusos, não podem ser trocadas com o Type 38 japonês.

### Fuzil tailandês Type 83
Ao contrário do Type 66 siamês (แบบ ๖๖), este fuzil é um Type 38 japonês padrão em 6,5x50sr que foi enviado como ajuda do Japão para a Tailândia em 1940. Eles foram retirados diretamente das linhas de montagem nos arsenais de Nagoya e Kokura, depois que o Crisântemo Imperial Japonês foi cancelado por zeros ao longo das pétalas. Na Tailândia, eles o chamaram de Type 83 (แบบ ๘๓). Esses fuzis foram emitidos para tropas de segunda linha para liberar fuzis em seu calibre principal de tarefas de linha de frente para a Guerra Franco-Tailandesa. Mais tarde, na década de 1950, alguns desses fuzis tiveram seus canos e coronhas cortados para comprimento de mosquetão, com muitos deles sendo convertidos para cartucho .30-06 Type 88 e se tornando Type 83/88s (แบบ ๘๓/๘๘). Muito poucos desses fuzis foram importados para os Estados Unidos por causa do Gun Control Act of 1968 restringindo antigas armas militares de entrar no país.

### Carabina policial tailandesa Type 91
Feitas após a Segunda Guerra Mundial, essas carabinas foram feitas na Tailândia, nos Arsenais Reais Tailandeses em Bangkok, a partir de peças do Type 38 para uma carabina útil para a polícia. A coronha e o cano foram cortados. As coronhas foram cortadas como uma coronha de carabina M1 e usaram bandoleiras e lubrificadores da carabina M1. Alguns ferrolhos foram virados para baixo, outros não. Alguns tinham o símbolo da Polícia Real Tailandesa estampado no receptor com "91" (๙๑) estampado acima dele e alguns receberam o Charkra siamês estampado no receptor. Todos eles mantiveram seu calibre japonês original de 6,5x50sr.

### Fuzil e carabina mexicano Modelo 1913
Encomendado em meados de 1913 pelo governo Huerta no calibre militar mexicano padrão, 7×57mm Mauser, para 50.000 fuzis e mais tarde para outras 25.000 carabinas do Arsenal de Artilharia de Tóquio. Eles foram feitos para se encaixar nas baionetas mexicanas do Mauser modelo 1895, 1902 ou 1910. Devido à Revolução Mexicana, o Japão os vendeu para a Rússia. A culatra tinha o brasão mexicano sob "Republica Mexicana", onde o Crisântemo Imperial Japonês estaria em um Type 38 Arisaka. Os primeiros Modelos 1913 não tinham três círculos interligados em vez do brasão mexicano, conforme relatado em The Type 38 Arisaka (2007), com um Modelo 1913 antigo mostrado com o brasão mexicano.

### KL estoniano .303
Conversão estoniana do Type 38 padrão para o cartucho .303 British, destinado ao uso por tropas de segunda linha da Liga Armada da Estônia. Um total de 24.000 fuzis foram refurados durante 1929–1934.

### Conversão para 7,62x39
Após a Segunda Guerra Mundial, os Type 38s capturados do Exército Imperial Japonês foram convertidos para usar o cartucho 7,62×39mm pela República Popular da China, já que o Exército de Libertação Popular estava sendo equipado com fuzis AK e SKS naquele calibre.
Duas versões dos Type 38s convertidos consistiam em fuzis com apenas um cano SKS ou de um cano SKS com uma tampa de coronha frontal e baioneta dobrável.

## Operadores

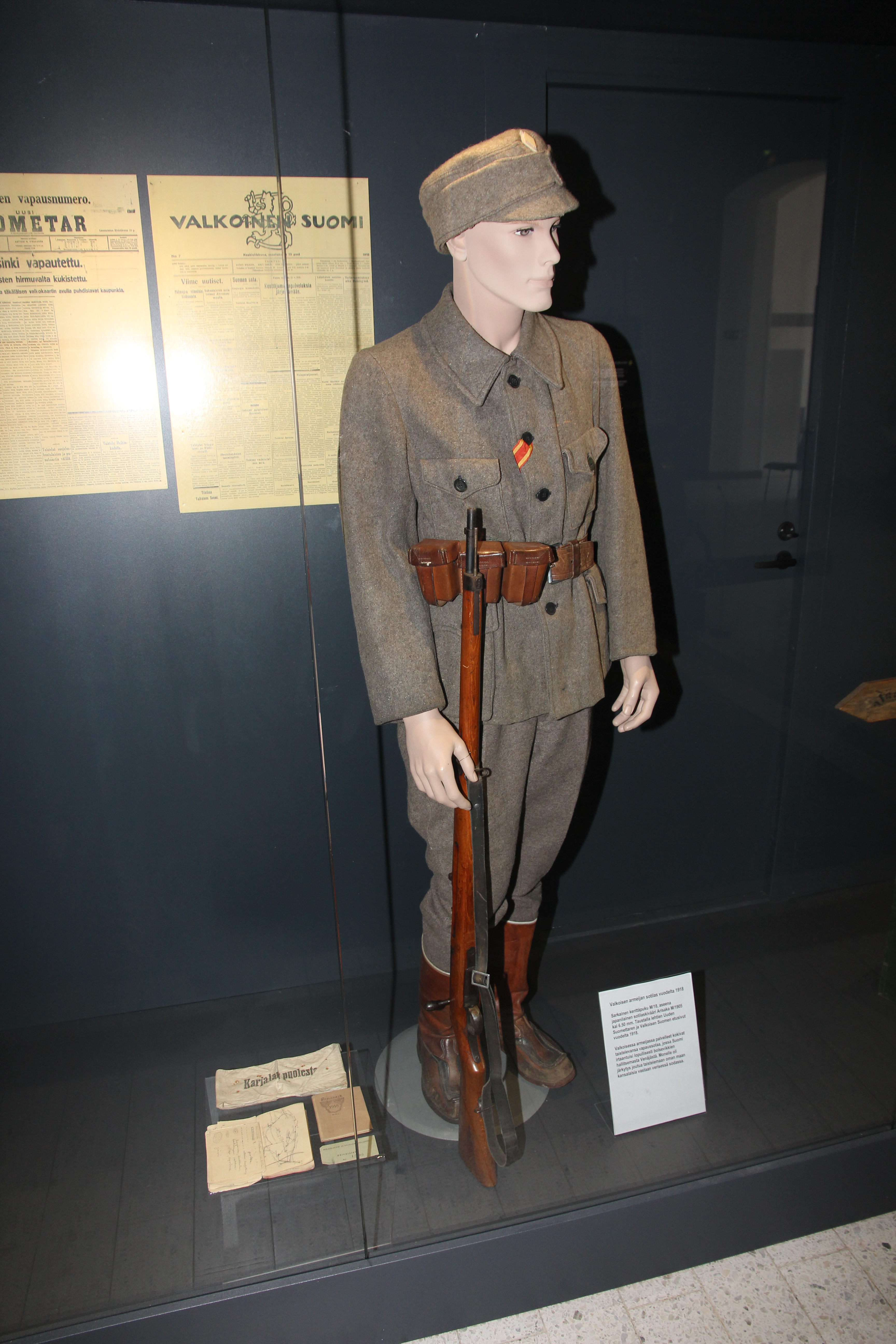
Soldados da Guarda Branca da Guerra Civil Finlandesa foram equipados com fuzis M/1905 (Type 38 Arisaka) de 6,5 mm.

- Áustria-Hungria: Utilizou exemplares russos capturados durante a Primeira Guerra Mundial.[32]
- República Popular da China: Em serviço durante a Guerra Civil Chinesa[35] e a Guerra da Coreia.[36] Anteriormente, esteve em serviço como Type 65 com a milícia Guarda Vermelha na década de 1960.[37]
- República da China: O Japão enviou mais de 200.000 fuzis e carabinas Type 38 para a China em 1917–1918, incluindo 125.000 para o governo central. A entrega a vários senhores da guerra continuou na década de 1920. A Academia Militar de Whampoa obteve Type 38 da União Soviética como ajuda militar,[38] assim como o exército de senhores da guerra de Feng Yuxiang.[39] O Exército Colaboracionista Chinês pró-Japonês também recebeu fuzis Type 38 na década de 1940,[40] enquanto muitos outros fuzis foram capturados por forças antijaponesas. Cópias chinesas também foram produzidas localmente.[41]
- Estónia: Um total de 2.400 fuzis Type 38 fornecidos pela Finlândia foram convertidos para .303 British para a Liga Armada da Estônia. Designado KL18.[32]
- Finlândia: Estoque ex-russo.[42]
- Indonésia: Capturou armas japonesas após a rendição do Japão na Segunda Guerra Mundial e as usou na Guerra de Independência da Indonésia.[43][44]
- Império do Japão: 3,5 milhões de 1906 a 1944[45]
- Malásia: Usado pelo Partido Comunista da Malásia na Emergência Malaia[46]
- Manchukuo: a cavalaria do Exército Imperial de Manchukuo recebeu 50.000 carabinas Type 38 em 1935, enquanto a infantaria da linha de frente foi reequipada com fuzis Type 38 entre 1935 e o início da década de 1940[47]
- Myanmar: Usado pelo Exército de Independência da Birmânia.[48] Usado pelo Exército de Mianmar até a década de 1960.[48]
- Filipinas: Guerrilheiros filipinos usaram fuzis Type 38 capturados.[49] Um punhado permaneceu em arsenais militares e policiais, que tiveram uso limitado em CAT, ROTC e academias militares.
  -  Hukbalahap: Utilizou fuzis capturados da ocupação japonesa e continuou usando-os em números limitados durante a fase inicial da Rebelião Hukbalahap.
- Segunda República Polonesa: Estoques ex-russos de fuzis e carabinas Arisaka Type 30 (c.1897AD), Type 35 (c.1902AD) e Type 38 (c.1905AD).[50] O fuzil Arisaka Type 38 foi classificado como karabin japoński wz.05 Arisaka e a carabina Arisaka Type 38 foi a karabinek japoński wz.05 Arisaka. Eles foram emitidos para a polícia, guardas de fronteira e formações de milícias paramilitares.
- Império Russo: Durante a Primeira Guerra Mundial, comprou os 35.400 fuzis restantes originalmente destinados ao México e também recebeu 128.000 fuzis Type 30 e 38 da Grã-Bretanha em 1916.[43] Isso além de cerca de 600.000 em 6,5 mm encomendados diretamente do Japão.[51]
- Coreia do Sul: Fornecido à Polícia Coreana em janeiro de 1946 como fuzil de serviço pelo Governo militar do Exército dos Estados Unidos na Coreia. As Forças Armadas foram equipadas com 9.593 fuzis Type 38 antes da Guerra da Coreia.[52][53]
- Segunda República Espanhola: Variantes japonesas e mexicanas usadas, originárias da URSS durante a Guerra Civil Espanhola. Alguns exemplos foram convertidos para 8mm Mauser.[54]
- Reino Unido: Comprou um lote misto de 150.000 fuzis Type 30 e Type 38 do Japão no início da Primeira Guerra Mundial para equipar a Marinha Real, liberando fuzis Lee-Enfield para o Exército Britânico. A maioria foi usada por batalhões de treinamento e os fuzis foram declarados obsoletos em 1921.[55] De acordo com outra fonte, as exportações japonesas deste modelo foram muito maiores: 500.000 para a Grã-Bretanha e 620.000 para a Rússia.[56]
- Vietname: Fuzis capturados das tropas de ocupação japonesas na Indochina e posteriormente usados pelo Việt Minh durante a guerra na Indochina com a França[57]